# Вупи пай
Вупи пай (англ. Whoopie pie) также называемый Black moon, Gob (в районе Питтсбурга), Black-and-white, Bob, и BFO (от Big Fat Oreo) — американское кондитерское изделие, в форме печенья, пирожного, пирога, торта или сладкого сэндвича.
Состоит из двух круглых шоколадных коржей, иногда тыквенных, имбирных или других, имеющих выпуклую форму, со сладкой сливочной начинкой, глазурью или маршмэллоу между ними. Также для начинки можно использовать меренгу, сливочный или творожный сыр.

## История
Хотя вупи пай считаются классикой Новой Англии и традиционной едой амишей Пенсильвании, они всё чаще продаются по всей территории Соединённых Штатов.
По легенде, женщины-амиши пекли такие пироги для своих мужей и клали в коробки для завтрака. Уставшие от утренней работы фермеры якобы кричали «Whoopie!», когда обнаруживали десерт.
Вупи пай — официальное угощение штата Мэн (не путать с официальным десертом штата — черничным пирогом).
В городе Дувр-Фокскрофт в округе Пискатакис, штат Мэн, с 2009 года проводится фестиваль вупи пай.

## Споры о происхождении
Американские штаты Мэн, Массачусетс, Нью-Гэмпшир, Пенсильвания и Виргиния претендуют на то, что являются родиной вупи пая. The Pennsylvania Dutch Convention & Visitors Bureau отмечает, что их рецепт происходит из местной культуры амишей и немецкой Пенсильвании, он передавался из поколения в поколение без документального подтверждения.
Пекарня Labadie’s в Льюистоне, штат Мэн, производит кондитерские изделия с 1925 года. Ныне несуществующая компания Berwick Cake Company из Роксбери, штат Массачусетс, продавала «Whoopee Pies» еще в 1920-х годах, в 1928 году официально зарегистрировала бренд «Whoopee Pies». Различные источники предполагают, что вупи пай зародился в Массачусетсе и распространился как на север, так и на юг, или что немецкие иммигранты в Пенсильвании распространили предшественника десерта в общинах по всему северо-востоку. Ключ к пониманию того, как, возможно, амишский десерт стал настолько популярен в Новой Англии, находится в кулинарной книге 1930-х годов под названием «Yummy Book», написанной компанией Durkee Mower Company, производителем Marshmallow Fluff. В этой кулинарной книге Новой Англии был представлен рецепт «Amish Whoopie Pie» с использованием в начинке маршмэллоу.

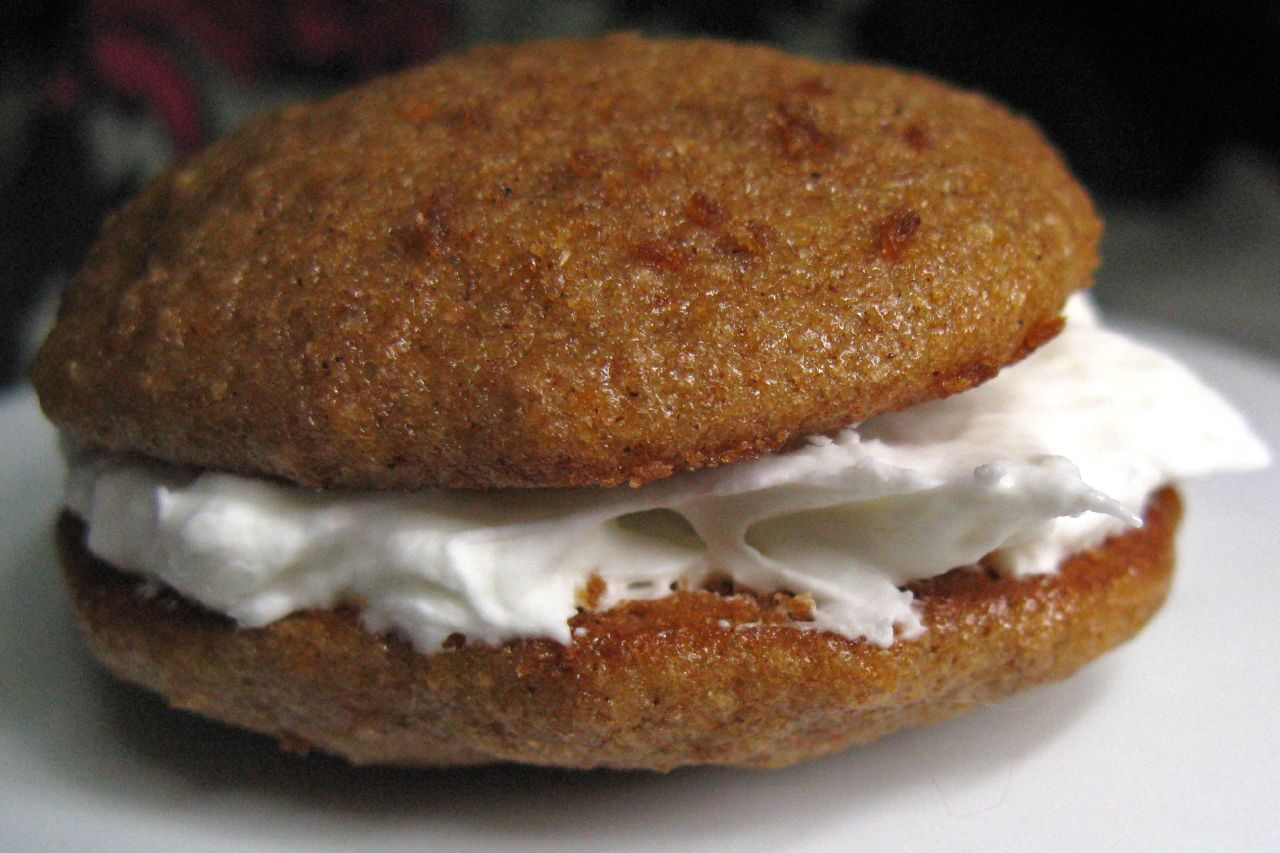
Вупи пай из батата с маршмэллоу
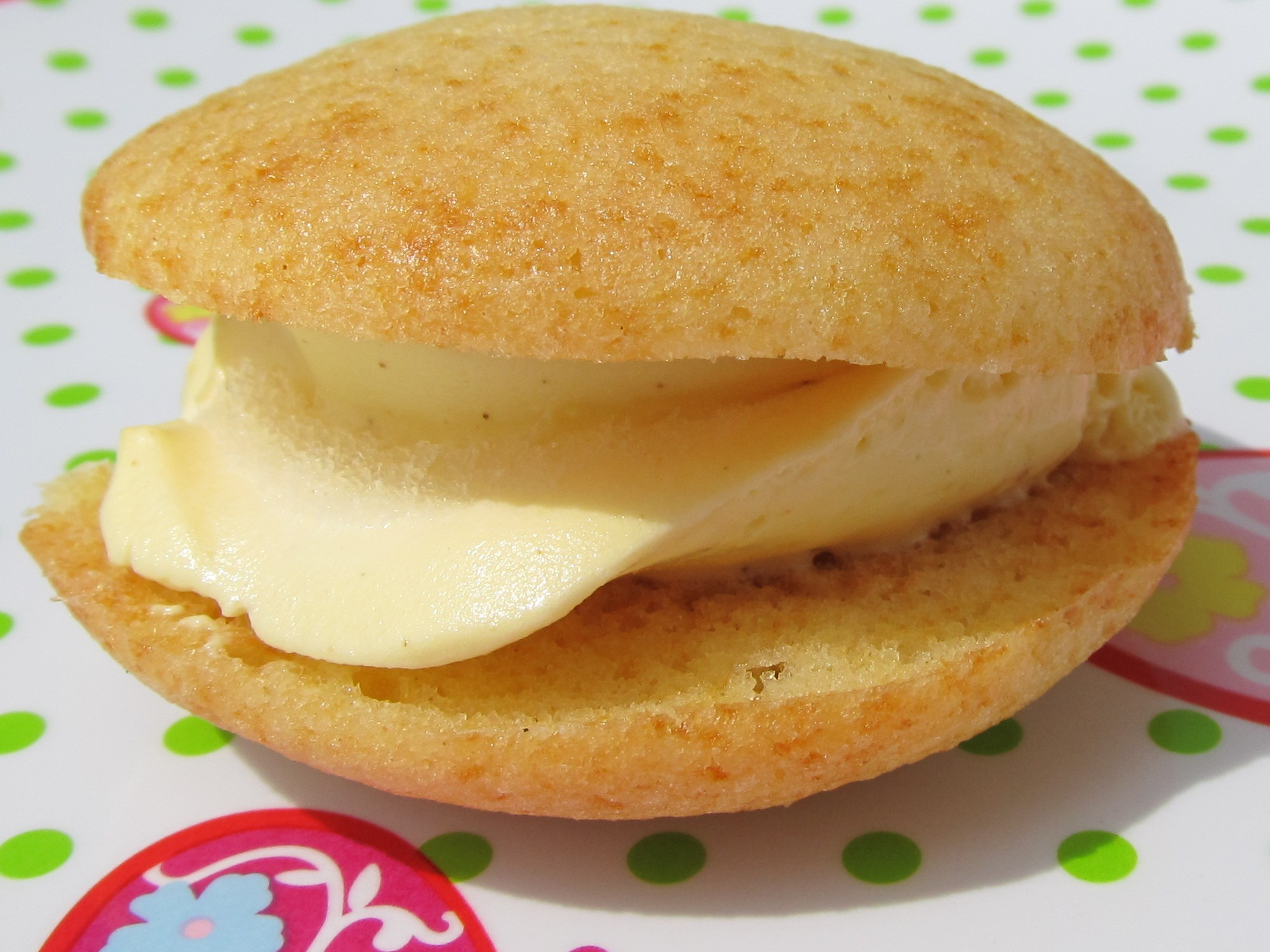
Молочно-клубничный вупи пай
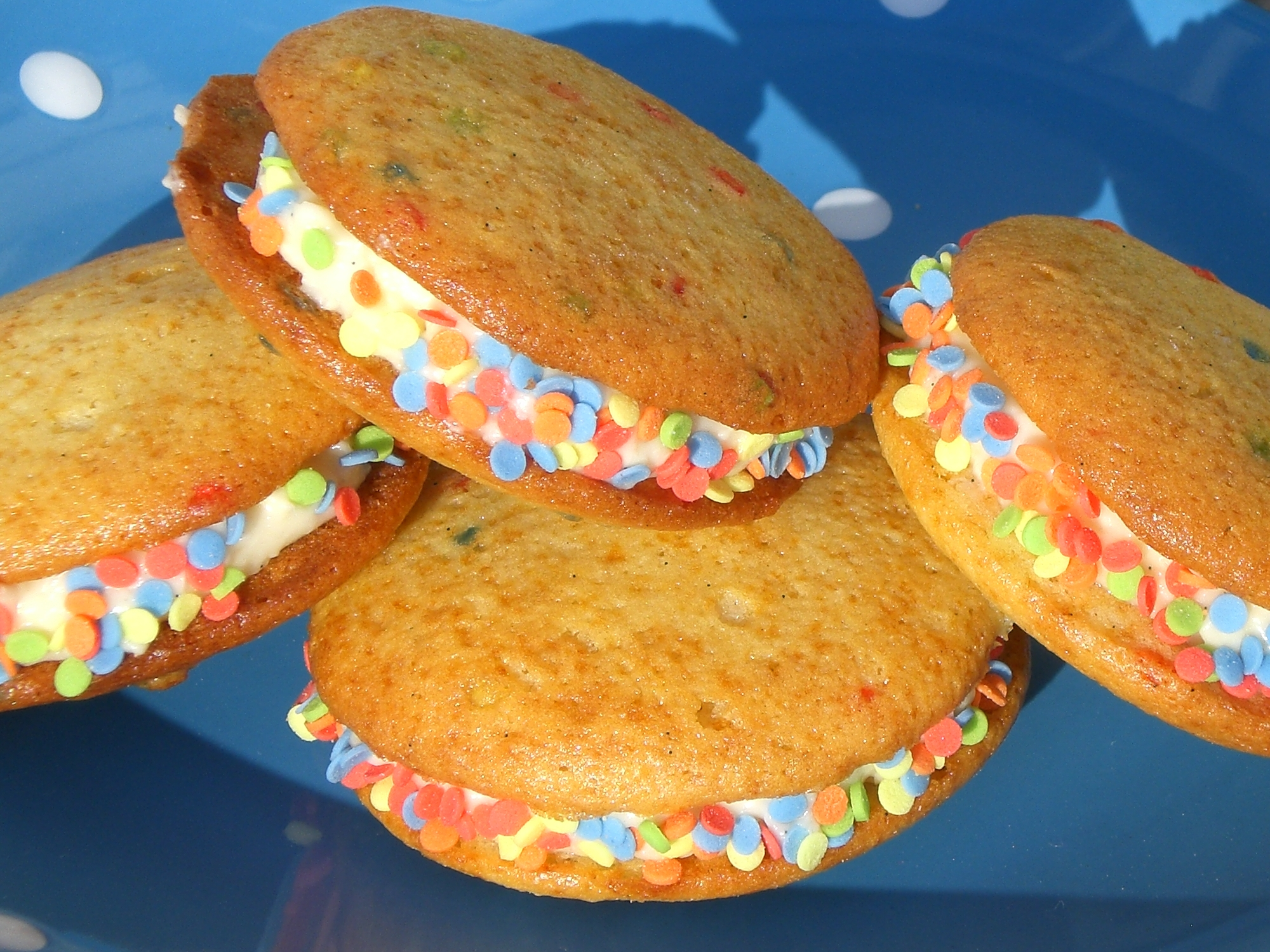
Вупи пай с конфетти
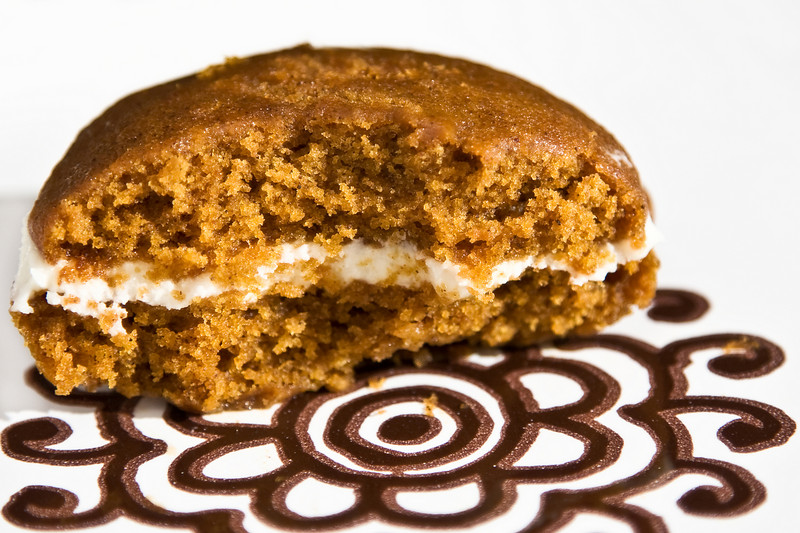
Надкусанный вупи пай